# 阿道夫·維爾德·馮·霍亨伯恩
海因里希·阿道夫·维尔德·冯·霍恩博恩（德語：Heinrich Adolf Wild von Hohenborn，1860年7月8日—1925年10月25日）是德意志帝国陆军一名军官，在第一次世界大战期间担任普鲁士战争部长。

## 生平
维尔德家族于18世纪从瑞士伯尔尼移民到德国。曾祖父定居卡塞尔，担任药剂师。海因里希的父亲是药剂师约翰·鲁道夫·冯·维尔德（Johann Rudolf von Wild，1813-1867年），母亲是他的第二任妻子奥古斯特·威廉明妮·斯图特（Auguste Wilhelmine Studte，1833-1897年）。1783年4月9日，其祖父被授予“冯”的贵族称号；根据大公会议的决定，伯尔尼市所有有軍人的家庭都可以使用这一称号。
1878年9月25日，他作为学员加入黑森第83步兵团，并于1880年2月14日晋升为少尉。不到一年后，他被调到第130步兵团，并从1884年4月1日起担任第2营副官。从1885年5月1日起，他获得了为期两年的休假，因为在此期间，他在奥托·祖·斯托尔贝格-韦尼格罗德的长子的陪同下念了大学。
1887年恢复服役后，霍恩博恩被调往位于吕本的勃兰登堡猎兵第3营。1888年，他在这里成为首席中尉。1890年，他被调往伊丽莎白女王卫队第3掷弹兵团。从1893年起，他被分配到总参谋部工作一年，并晋升为上尉。1898年，他定期调任参谋部，一年后晋升为少校。
1915年1月21日至1916年10月29日担任战争部长期间，他批评保罗·冯·兴登堡，特别是他的强迫劳动计划（Arbeitspflichtprogramm）。怀尔德·冯·霍恩博恩于1916年10月11日颁布了《犹太法案》，但任职时间不足以实施该法案，10月29日，他在兴登堡的要求下被威廉二世解除了最高统帅部职务。他继续在战场上担任第16軍團司令，一直部署在阿戈訥，直到战争结束。停战后，他率领部队回国，霍恩博恩于1919年4月3日退役，并于1919年11月3日首封步兵上将。